# Gherța Mică (gmina)
Gherța Mică – gmina w Rumunii, w okręgu Satu Mare. Obejmuje miejscowości tylko jedną  miejscowość Gherța Mică. W 2011 roku liczyła 3412 mieszkańców.